# نوشتار زنانه
نوشتار زنانه (به فرانسوی: Écriture féminine) اصطلاحی در نظریه فمینیسم فرانسوی است که به نوشتارهای زنان می‌پردازد. نوشتار زنانه گفتمانی خاص دارد و به تن، عواطف و ناشناخته‌ها نزدیک‌تر است؛ یعنی تمام مسایلی که قرارداد اجتماعی سرکوب می‌کند. از این منظر، ادبیات می‌تواند سرکوب شده‌ها، رازها و ناگفته‌ها را آشکار کند و «نیروی تخیل» زنانه، از آن فضای شادمانی و خیال پردازی می‌سازد.
معمولاً سبک مارگریت دوراس به عنوان نماد نوشتار زنانه شناخته می‌شود. اغلب «هم‌زمانی»، «کثرت»، و «تحرک» را ویژگی‌های زبان‌شناختی نوشتار زنانه می‌دانند. اصطلاح «نوشتار زنانه» ریشه در نظریات دهه ۱۹۶۰ بارت و دریدا در ردّ ایدئولوژی کلام‌محور دارد. امروزه این حوزه یکی از بسط یافته‌ترین مباحث نظریه فرانسوی است. آثار آنی لکلرک (بت ساختن از تن زن)، مونیک ویتیگ (ساخت شکنی و بازسازی ِ تن ِ لزبینی)، لوس ایریگاری (تحلیل پساکانی)، هلن سیکسو (بازنگری‌های اتوپیایی) در این حوزه هستند. هرچند نوشتار زنانه بر استعاره‌های میل جنسی تاکید دارد، در حوزه زیست‌شناختی جسمانی نیست بلکه تاریخی و معرفت‌شناختی است..